# Максимилиан II Бургундский
Максимилиан II Бургундский (нидерл. Maximiliaan II van Bourgondië; 28 июля 1514 — 4 июня 1558, замок Занденбург, Бургундский округ) — государственный деятель и военачальник Испанских Нидерландов на службе Габсбургам, штатгальтер испанской короны нескольких районов Семнадцати провинций — Голландии, Зеландия и Утрехта, генерал-адмирал, адмирал Нидерландов и адмирал Фландрии.

## Биография

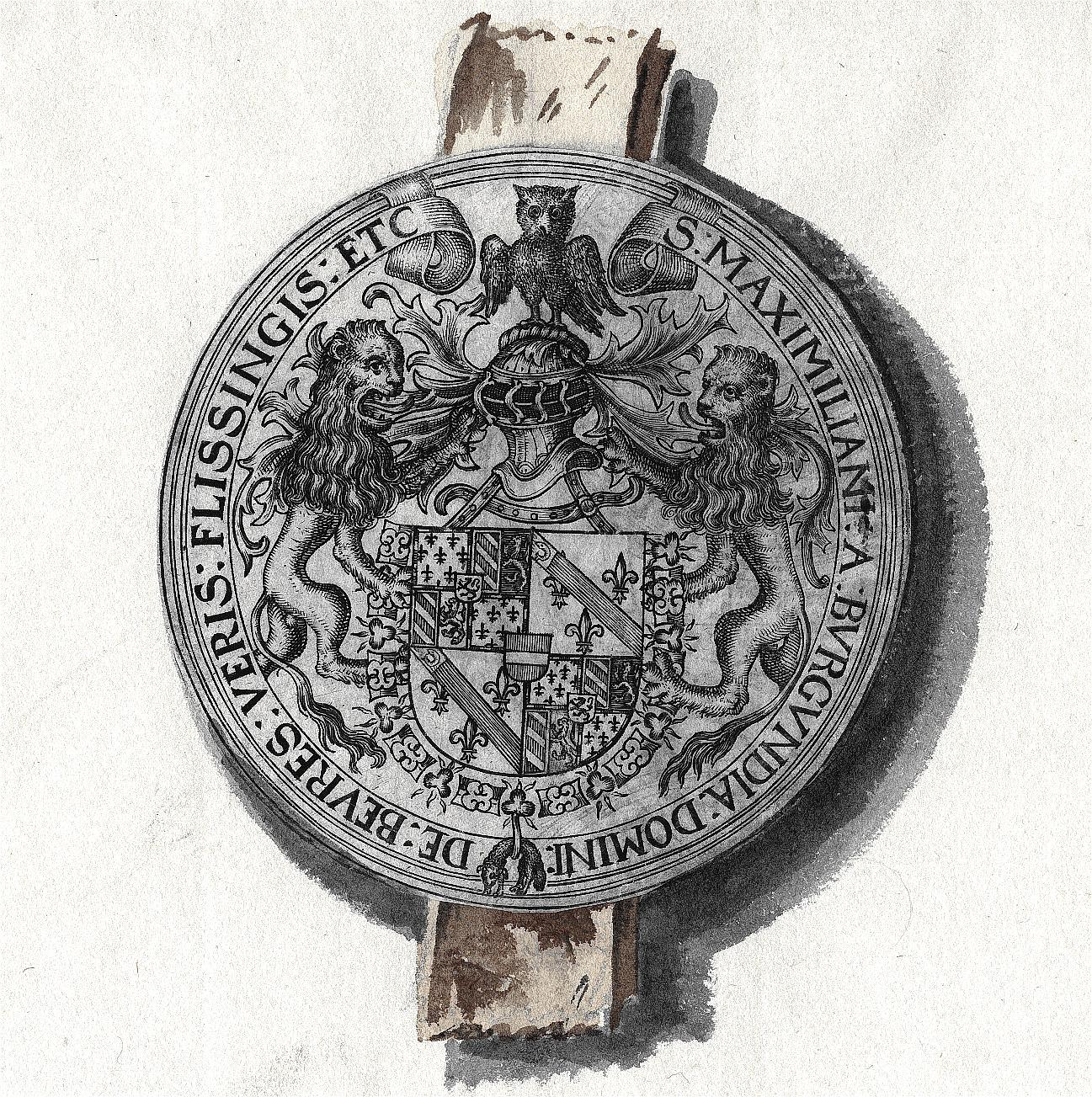
Печать Максимилиана II Бургундского, адмирала Нидерландов

Голландский дворянин, маркиз де Вере и Флиссинген и сеньор де Беверен. Сын Адольфа Бургундского и Анны Бергенской. Был потомком Антуана Бургундского, незаконнорождённого сына Филиппа III Доброго, герцога Бургундии.
Частым гостем в доме его отца был Эразм Роттердамский, который в своих письмах молодому Максимилиану, поощрял его к занятиям наукой.
В 1540 году Максимилиан стал преемником своего отца, заняв пост адмирала Нидерландов. С 1542 по 1558 год — адмирал Фландрии.
Кавалер ордена Золотого руна (1546).
В 1547 году стал штатгальтером Голландии, Зеландия и Утрехта и генерал-адмирал Зеландии.
В 1555 году император Карл V в награду за 25-летнюю верную службу пожаловал Максимилиану титул маркиза.
В 1542 женился на Луизе из дома Круа, дочери Филиппа II де Крой. Брак был бездетным.
После смерти Максимилиана всё его имущество перешло к племяннику Максимилиану Энен-Льетарду, сыну его сестры Анны. Маркизат Вере и Флиссинген был продан за долги.

## Источник
- ADB:Burgund, Maximilian von (нем.)